# 硬組織
硬組織（こうそしき、英:hard tissue）は、生物の体内に存在する硬い組織のこと。

## 主な例
- 貝殻（貝類）
- 甲羅（甲殻類）
- 骨（ヒト）
- 歯（ヒト）
- 髪（ヒト）
- 爪（ヒト）[1]